# Wingfield Castle
Wingfield Castle er en befæstet herregård i Wingfield, Suffolk, England, der har været sæde for Wingfield-familien og deres arvinger, de la Pole-familien, der blev gjort til jarler og hertuger af Suffolk.
Sir John de Wingfield (død ca. 1361), fra Wingfield, der var en af Edvard, den sorte prins' topfolk, var den sidste mandlige arving i familien, og hans datter og arving, Catherine Wingfield, giftede sig med Michael de la Pole, der hermed overtog Wingfield Castle. I 1385 blev han gjort til jarl af Suffolk. Hans efterkommer Edmund de la Pole, 3. hertug af Suffolk (1472–1513) blev tvunget til at overgivet sit hertugdømme i 1493. Det blev genoprettet af kong Henrik 8. i 1514 til sin yndling Charles Brandon, 1. hertug af Suffolk (1484–1545), der på trods af ikke at have noget tætte forbindelser til Wingfield Castle eller countiet Suffolk, var oldebarn af Sir Robert Wingfield (died 1454), fra Letheringham i Suffolk, omkring 19 km syd for Wingfield.
Den fungerer nu som privat hjem. Det er en listed building af første grad.